# Ferrer Guasch
Vicent Ferrer Guasch (San Antonio Abad, Ibiza, 1917-Ibiza, noviembre de 2008) fue un pintor español, formado en la Escuela Superior de Bellas Artes Sant Jordi, aunque ya desde muy joven recibió clases de pintura del reconocido pintor ibicenco Narcís Puget. El motivo principal de su obra es  la arquitectura tradicional ibicenca, caracterizada por la blancura de sus paredes, la sencillez volumétrica y su belleza.

## Biografía
Vicent Ferrer Guasch nació en Sant Antoni de Pormany, en Ibiza, que entonces era una pequeña isla desconocida y olvidada; dedicada a la agricultura y a la pesca artesanal. Los estudios primarios los realiza en la escuela del maestro Albert de Ibiza. Ya en aquellos tiempos muestra un gran talento para el dibujo, y animado por su padre pinta su primera tela a los 9 años. Más tarde, cuando estudia bachillerato, asiste a las clases de pintura del reconocido artista ibicenco Narcís Puget, quien lo introduce en esta materia y le proporciona los fundamentos para su posterior desarrollo como artista.En 1932 participa por primera vez en una exposición colectiva en la Sociedad Cultural Ebusus de Ibiza. En 1934 se traslada a Barcelona y empieza a cursar los estudios de magisterio del nuevo Plan profesional, pero debe volver a su isla en 1935 a causa de padecer un tifus. En 1936 retorna a Barcelona para continuar sus estudios pero entonces estalla la Guerra Civil. Sus vivencias de la guerra las recoge en un diario íntimo, que empieza en octubre de 1936 y lo finaliza en abril de 1939 cuando se desplaza a Menorca donde había fallecido su padre.  Al finalizar la contienda vuelve a Barcelona, y obtiene la titulación de maestro, entonces empieza a ejercer la docencia pero también continua pintando. Más tarde estudia en la Escuela de Bellas Artes Sant Jordi de Barcelona y expone regularmente en Barcelona, Palma de Mallorca e Ibiza. En 1946 finaliza la carrera de Bellas Artes. En el año 1962 se traslada a Ibiza para tomar posesión de la plaza de catedrático de dibujo del Instituto de Santa María de Ibiza, que ocupa hasta su jubilación, en el año 1982. A lo largo de su vida compaginó siempre la docencia con su dedicación a la pintura. Nos abandonó en noviembre de 2008.

## Estilo

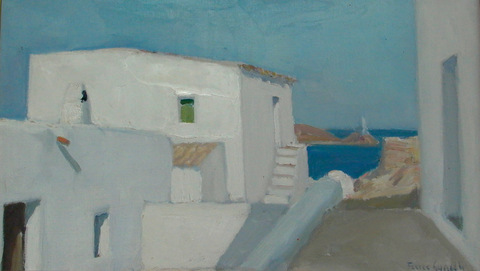
Rincón de Sa Penya (Ibiza).1966.Óleo sobre tela. 33x46 cm

Los cuadros de su época inicial se acercan a un post-impresionismo y muestran paisajes rurales, embarcaciones del puerto de Barcelona y de su Ibiza natal, el mercado de la villa de Ibiza, etc. Desde que el artista se instala definitivamente en la isla de Ibiza su pintura se llena de los blancos de las callejuelas de Dalt Vila, del barrio de Sa Penya, y de las casas e iglesias rurales. El artista busca la simplicidad, huyendo del tipismo y eliminando todo lo superfluo . Ferrer Guasch juega con los volúmenes, la luz, las sombras, y las transparencias, llegando  a conseguir con ello un sello  muy personal. Por eso se le conoce también como el pintor de los blancos de Ibiza.

## Trayectoria artística

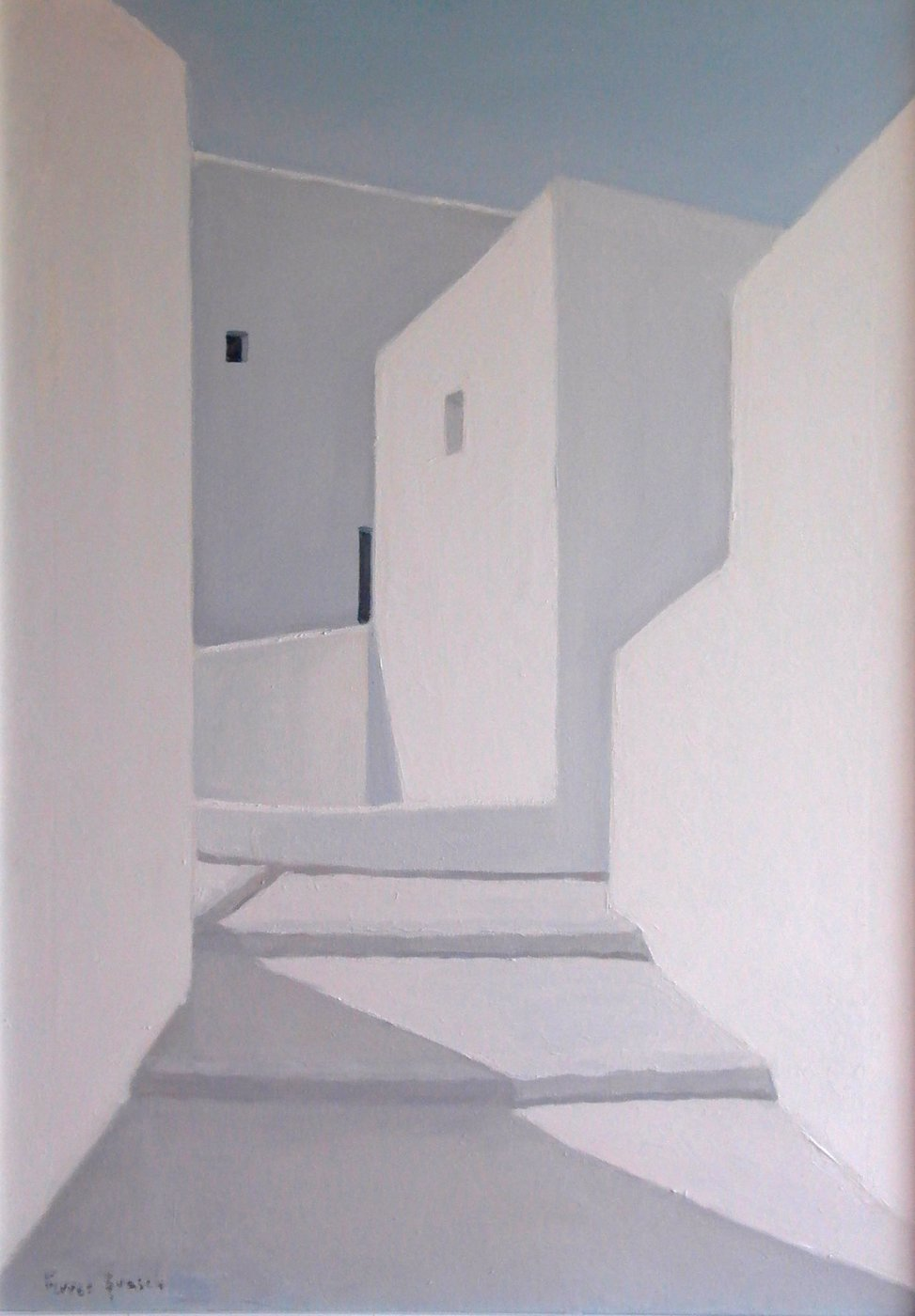
Calle de Dalt Vila (Ibiza). 1999. Óleo sobre tela. 92x65 cm

Ha participado en numerosas exposiciones individuales y colectivas en Ibiza, Palma de Mallorca, Barcelona, Valencia, Madrid, Bilbao, y también en Suiza, Alemania y Estados Unidos. En 1962 por iniciativa propia crea el “Grup Puget” para fomentar la obra de los pintores ibicencos y en honor a Narcís Puget, su mentor y considerado el padre de la pintura ibicenca contemporánea. El grupo estaba constituido por Vicent Calbet, Antonio Pomar, Antoni Marí Ribas "Portmany" y por el mismo. La primera exposición del grupo tiene lugar en La Casa Agrícola de la Caja de Pensiones en 1962. Este mismo año presentan su obra en el Círculo de Bellas Artes de Palma de Mallorca.
A partir de 1962 expone de manera continuada en el Círculo de Bellas Artes de Palma de Mallorca, en la Pinacoteca de Barcelona desde el año 1971, y en la Sala de Cultura “Sa Nostra” de Ibiza desde el año 1981. Participa en muestras colectivas en Vevey i Saint Saphorin (Suiza), Constanza (Alemania) i Filadelfia, que representan un gran éxito de público y de la crítica especializada. En 1981, en el marco de la Semana de Ibiza y Formentera de la “Spanish National Tourist Office” de New York, expone en esta ciudad con una excelente acogida, que de alguna manera supone un máximo reconocimiento internacional. El Museo de Arte Contemporáneo de Ibiza le dedica una Muestra Antológica el año 1982. En 1983 presenta su obra en la “Wally Findlay Galleries” de New York, una de las más prestigiosas galerías de los Estados Unidos. En la última etapa de su vida continua exponiendo cada año, su última exhibición es en Ibiza, en la galería Vía 2, en el 2008, año de su fallecimiento.
Ferrer Guasch también cultivó la fotografía. Muchas de sus imágenes sirven como herramienta para elaborar su obra pictòrica i reflejan un profundo conocimiento de la composición y de las luces y sombras de muchos rincones de Ibiza.

#### Premios y reconocimientos
Cuenta con el Premio de Paisaje Josep Masriera de la Academia Real de Bellas Artes Sant Jordi de Barcelona (1952), el Premio Mallorca del Primer Certamen Nacional de Pintura de Paisaje y Costumbres de la Diputación Provincial de Baleares (1964), la medalla de oro del XXIII Salón de Otoño del Círculo de Bellas Artes de Palma (1964), el Premio Importante de Diario de Ibiza, y la Encomienda de Número de la Orden de Isabel la Católica (1999). Su obra está presente en multitud de fondos artísticos, entre los cuales destacan la colección Conde de Godó, la colección J.A. Samaranch,  el Fondo Artístico de la Caja de Pensiones de Barcelona, el Museo Olímpico de Lausana de Suiza, y también el Museo Khöller Müller de Holanda.